# Henri-Elisée Petitjean
Pour les articles homonymes, voir Petitjean.
Henri-Elisée Petitjean est un homme politique français né le 7 novembre 1881 à Vincent (Jura) et mort le 19 février 1959 à Chaumergy (Jura).

## Biographie
Propriétaire et négociant à Chaumergy, il est conseiller général en 1919 et député du Jura de 1924 à 1928, inscrit au groupe radical et radical-socialiste. Il ne se représente pas en 1928 et devient directeur de l'hôpital psychiatrique du Mans.

## Sources
- « Henri-Elisée Petitjean », dans le Dictionnaire des parlementaires français (1889-1940), sous la direction de Jean Jolly, PUF, 1960 [détail de l’édition]